# Штинь Ростислав Романович
Ростисла́в Рома́нович Штинь (нар. 19 вересня 1957, Ходорів) — українсько-канадський музикант, продюсер музичних-кіно-ТБ проєктів, підприємець.

## Життєпис

### Юність та освіта
Народився 19 вересня 1957 в містечку Ходорів, Львівської області. Деякий час мешкав у Німеччини, згодом переїхав у Канаду.

### Музичні проєкти
Перші музичні проєкти Штиня були пов'язані з вокально-інструментальними ансамблями, типовою формою популярної музики сімдесятих — вісімдесятих років у Радянському Союзі.
Перший досвід ансамблю у Ростислава Штиня почався з ВІА Опришки у 1975 під час навчання в інституті, де він грав на скрипиці та гітарі. Цей стаж молодого музиканта тривав приблизно шість років, у тому числі участь в ВІА:
- ВІА Ватра Львівської філармонії
- Жайвір Рівенської філармонії
- Проєкт Опальний Принц (Opalni Prinz) — був частиною продюсерського і підприємницького проєкту агентства «Ростислав-шоу» і є окремою сторінкою в історії Ростислава.

### Продюсування
- саунд — продюсер рок опери «Стіна» (1985) за участю Лариси Доліної та Альберта Асадуліна (композитори Ростислав Штинь / Юрій Саєнко / Володимир Прасоленко);
- продюсер платівки «Все это с нами было» Альберта Асадуліна (фірма «Мелодія», 1986);
- альбому «Нова Революція» Опального Принца (1989—1990),
- альбому фортепіанної музики українських композиторів «Ванкуверські колекції — Невідомі Генії» (виконує Етелла Чуприк) (2008)

#### ТБ-програми
- Консервоторія (ЛТБ), Фантом (УТ-1),
- Вернісаж-92. Нова Українська Хвиля (УТ-1, УТ-2).
- Радіо Континент — Східна Ліга

#### Відео
- Танкова Атака, Наш Прапор, Розмиті Дороги (Опальний Принц).

#### Фільми
- Keep my soul (Спокій Личакова) — режисер / оператор Вадим Піскарьов;
- Наші в Бонні (телевізійний фільм).

#### Івенти
- Президент/Генеральний продюсер фестивалю «Вернісаж-92. Нова Українська Хвиля» (Київ), *
- продюсер/режисер презентації «Нова Україна» (Бонн),
- культурної програми ради німецько-української співдружності (Бонн/Петерсберг),
- культурної програми «Borussia goes Arts».

#### Бізнес— інтереси
- Співвласник CSS consulting GmbH (Huettenberg) — розвиток проєктів з компаніями Uhlsport, Boeringer Ingelheim Backmittel. Створення СП RL company (Просто Добрий Хліб);
- Співвласник H&S Sportsmanagement GmbH (Frankfurt/M) — маркетинг-проєкти для бундесліги, менеджмент Невіо Скали.
- Співвласник Football Innovation Programm GmbH, Borussia Fulda Fussball GmbH (Fulda) — програма виходу клубу в бундеслігу 2.
- Співвласник Агентства Культурно-Інноваційних Програм Данапро (Київ) — створення українсько-німецько-швейцарського консорціуму для участі в інвестиційному конкурсі будівництва стадіону у м. Львові до Євро-2012. Для участі в конкурсі консорціум запропонував для Львова проєкт «Колізей», але умови конкурсу і його результати не дали можливості консорціуму реалізувати проєкт.
- Міжнародне спортивне товариство «Короля Данила», у 2015-2016 роках проводить перемовини з власником ФК «Карпати» Львів щодо продажу клубу.